# Tor Svendsberget
Tor Svendsberget (Aust-Torpa, 3 de noviembre de 1947) es un deportista noruego que compitió en biatlón. Ganó ocho medallas en el Campeonato Mundial de Biatlón entre los años 1970 y 1978.
Participó en dos Juegos Olímpicos de Invierno, ocupando en Sapporo 1972 el cuarto lugar en la prueba por relevos y el octavo en la individual, y en Innsbruck 1976 el quinto lugar en los relevos.

## Palmarés internacional
| Campeonato Mundial | Campeonato Mundial           | Campeonato Mundial | Campeonato Mundial |
| Año                | Lugar                        | Medalla            | Prueba             |
| ------------------ | ---------------------------- | ------------------ | ------------------ |
| 1970               | Östersund (Suecia)           | Medalla de plata   | Individual         |
| 1970               | Östersund (Suecia)           | Medalla de plata   | Relevos            |
| 1971               | Hämeenlinna (Finlandia)      | Medalla de plata   | Relevos            |
| 1973               | Lake Placid (Estados Unidos) | Medalla de plata   | Relevos            |
| 1973               | Lake Placid (Estados Unidos) | Medalla de bronce  | Individual         |
| 1974               | Minsk (URSS)                 | Medalla de bronce  | Individual         |
| 1974               | Minsk (URSS)                 | Medalla de bronce  | Relevos            |
| 1978               | Hochfilzen (Austria)         | Medalla de plata   | Relevos            |